# ミチョアカン州

ミチョアカン州
Estado Libre y Soberano de Michoacán de Ocampo

ミチョアカン州 (Michoacán, スペイン語発音: [mitʃoaˈkan]) は、メキシコ西部の州。州都はモレリア（旧称バリャドリード）。人口は474万8846人（2020年国勢調査）。
西と北西でコリマ州およびハリスコ州と、北でグアナファト州と、北東でケレタロ州と、東でメヒコ州と、南東でゲレーロ州と隣接し、南西は太平洋に臨む。
先スペイン時代はタラスカ王国の版図で、コンキスタドールが到来した時点ではアステカ帝国と対立していた。スペインの植民地となると、その領土はひとつの州となったが、時代とともに分割され小さくなっていった。メキシコ独立戦争では重要な役割を果たした。
今日も州内にはタラスコ族が相当規模分布しているほか、オトミ族やナワ族といった先住民族もいる。州経済は農業や牧畜、漁業、鉱業などが中心である。主な観光地として、タラスカ王国の中心地であったパツクァロ湖周辺地域やツィンツンツァン・ヤカタのピラミッド群が挙げられる。州内のオオカバマダラ生物圏保護区やモレリアのスペイン植民地時代の街並みは、世界遺産に登録されている。プエブロ・マヒコにはトゥラルプハワ・デ・ライヨンやサンタ・クララ・デル・コブレなど、8つの町が選定されている。
ハニツィオやパツクァロの町で行われる死者の日の祭典は、メキシコ国内で最も手の込んだものとして全国的に有名である。ウルアパン近くには、1997年にCNNによって「世界の自然の驚異7選」に選ばれたパリクティン山が所在する。

## 名称
州の正式な名称は「ミチョアカン・デ・オカンポ自由主権州」(Estado Libre y Soberano de Michoacán de Ocampo)。「オカンポ」の名は、ベニート・フアレスに並ぶ自由主義派の政治家でミチョアカン州知事をつとめたメルチョル・オカンポに由来する。
ミチョアカンの名はナワトル語で「漁師の地」を意味するミチワカン(michhuahcān = michhuah「魚(michin)を持つ者(-huah)」 + -cān 場所を表す接尾辞)に由来する。

## 主な都市
- モレリア
- ウルアパン
- パツクァロ
- タカンバロ
- ヒキルパン

## 歴史
形成期(先古典期)前期終わりごろから竪穴墓で知られるエル・オペーニョ文化が栄えた。後古典期には、王都ツィンツンツァンを中心としてタラスカ王国が繁栄し、アステカ帝国の侵略に立ちふさがっていた。1530年にヌエバ・エスパーニャの支配下に組み込まれた（スペインによるアメリカ大陸の植民地化）。